# Marc Hayashi
Marc Hayashi – amerykański aktor japońskiego pochodzenia. Znany jest m.in. z roli Taro w filmie Karate Kid II. Był członkiem Asian American Theater Company.

## Wybrana filmografia
| Rok  | Tytuł           | Rola         |
| ---- | --------------- | ------------ |
| 1982 | Chan Is Missing | Steve        |
| 1984 | Anioł zemsty    | policjant    |
| 1986 | Karate Kid II   | Taro         |
| 1987 | Bielmo          | Stu          |
| 1988 | Wynalazca       | Arthur Weiss |